# NGC 3188
NGC 3188 је спирална галаксија у сазвежђу Велики медвед која се налази на NGC листи објеката дубоког неба.
Деклинација објекта је + 57° 25' 23" а ректасцензија 10h 19m 42,9s. Привидна величина (магнитуда) објекта NGC 3188 износи 13,8 а фотографска магнитуда 14,6. NGC 3188 је још познат и под ознакама UGC 5569, MCG 10-15-65, MK 31, CGCG 290-28, KUG 1016+576B, PGC 30183.